# Willy Demeyer

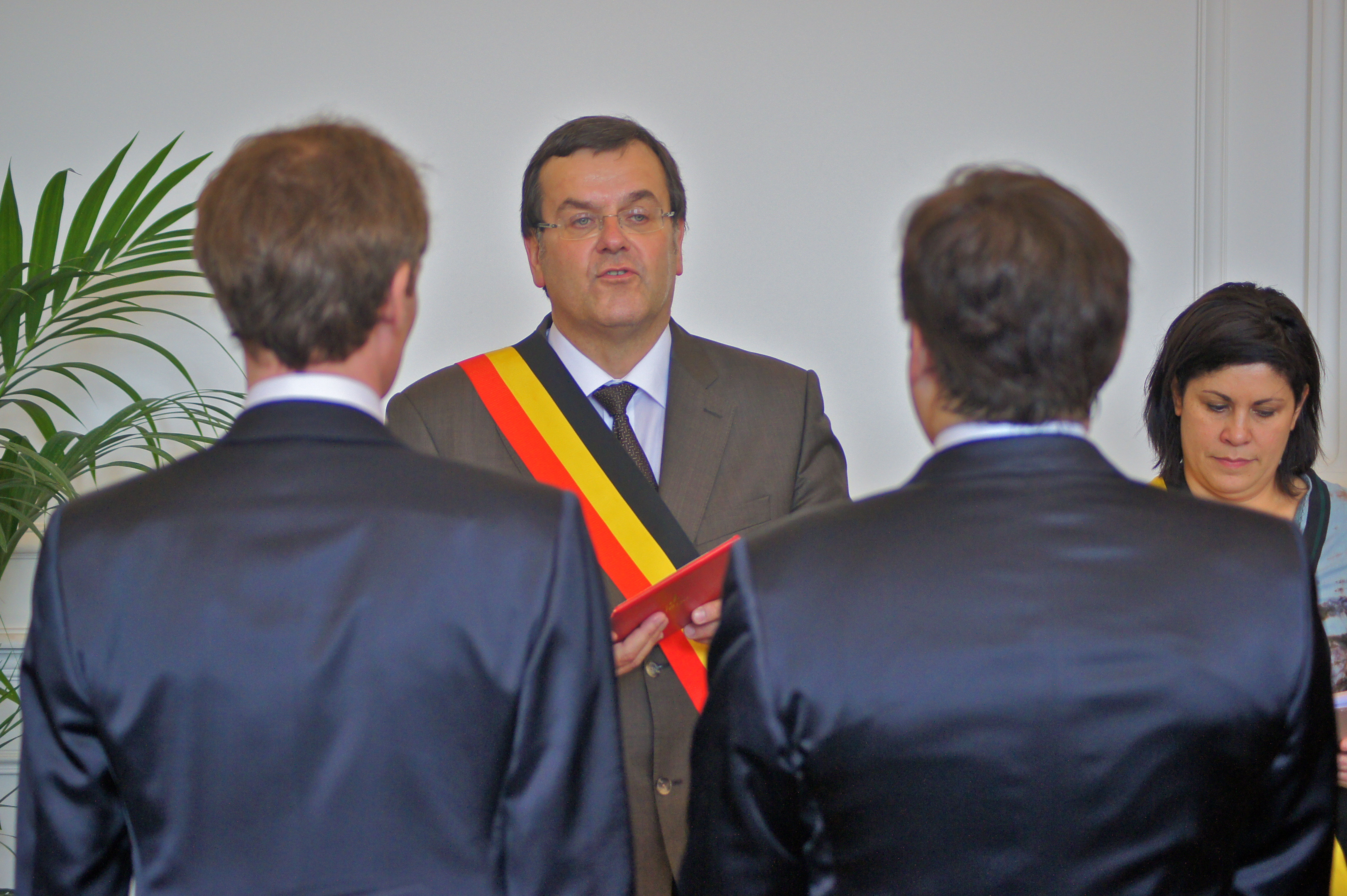
Willy Demeyer bij het inzegenen van een huwelijk in 2013 in het Luikse stadhuis.

Willy Demeyer, geboren William Demeyer (Jupille, 17 maart 1959), is een Belgisch politicus uit Wallonië, lid van de PS.

## Levensloop
Demeyer werd in 1982 licentiaat in de rechten aan de Universiteit Luik en schreef zich als advocaat in aan de balie van Luik.
Vanaf zijn studententijd was Demeyer socialistisch militant en aan de universiteit maakte hij deel uit van de socialistische studenten. Hij trad toe tot de PS en werd in 1985 lid van het centraal comité van de PS-afdeling in de stad Luik. Demeyer won snel aan invloed en werd in oktober 1988 gekozen tot gemeenteraadslid van Luik. In november 1989 werd hij de fractieleider van de PS in de gemeenteraad, waarbij hij een verzoenende rol speelde in de machtsstrijd die was ontstaan na het ontslag van burgemeester Edouard Close. Onder het burgemeesterschap van Henri Schlitz was Demeyer van 1991 tot 1994 schepen van Gemeentelijke Gebouwen en Ruimtelijk Beheer en daarna was hij van 1995 tot 1999 schepen van Openbare Werken onder burgemeester Jean-Maurice Dehousse. Nadat Dehousse in september 1999 aftrad als burgemeester om lid te worden van het Europees Parlement, volgde Demeyer hem op. Hij oefent de functie nog steeds uit.
In juni 2004 werd hij verkozen in het Waals Parlement en in het Parlement van de Franse Gemeenschap, waar hij de stem van de grote steden wilde laten horen. In 2005 nam Demeyer echter alweer ontslag, omdat hij de overleden Guy Mathot was opgevolgd als voorzitter van de Luikse federatie van de PS. In juni 2009 werd hij opnieuw verkozen in het Waals Parlement, maar hij nam het mandaat niet op. Van 2010 tot 2014 zetelde hij wel als rechtstreeks gekozen senator in de Belgische Senaat.
Na het overlijden van PS-kopstuk Michel Daerden in augustus 2012 verstevigde de positie van Demeyer binnen de Luikse PS, net als die van Jean-Claude Marcourt en Jean-Pascal Labille. Bij de federale verkiezingen van 2014 trok Demeyer de PS-lijst van de kieskring Luik voor de Kamer van volksvertegenwoordigers, maar dat was geen groot succes; de PS verloor zes procentpunt en één verkozene. Niettemin werd Demeyer gekozen als Kamerlid.
Op 4 augustus 2014 werd hij door de Franse president François Hollande verheven in het Legioen van Eer wegens zijn engagement in de stad Luik.
In maart 2017 nam Demeyer ontslag als voorzitter van de Luikse PS-federatie, een gevolg van het Publifinschandaal, waarin de Luikse PS onder vuur kwam. Ook kondigde hij ontslag zou nemen als Kamerlid. Hij besloot echter eerst het einde af te wachten van de werkzaamheden van de onderzoekscommissie naar de aanslagen in Brussel op 22 maart 2016, waarvan Demeyer deel uitmaakte. Nadat dit het geval was, nam Demeyer begin november 2017 ontslag in de Kamer.
Daarnaast werd Demeyer onder meer voorzitter van de Haven van Luik, de Koninklijke Opera van Wallonië en de raad van bestuur van de gasmaatschappij Association Liégeoise du Gaz, alsook beheerder van de Luikse intercommunale voor immobiliënbeheer, Ethias, de Gemeentelijke Holding binnen Dexia en de Universiteit Luik. 